# 普済寺 (寧郷市)

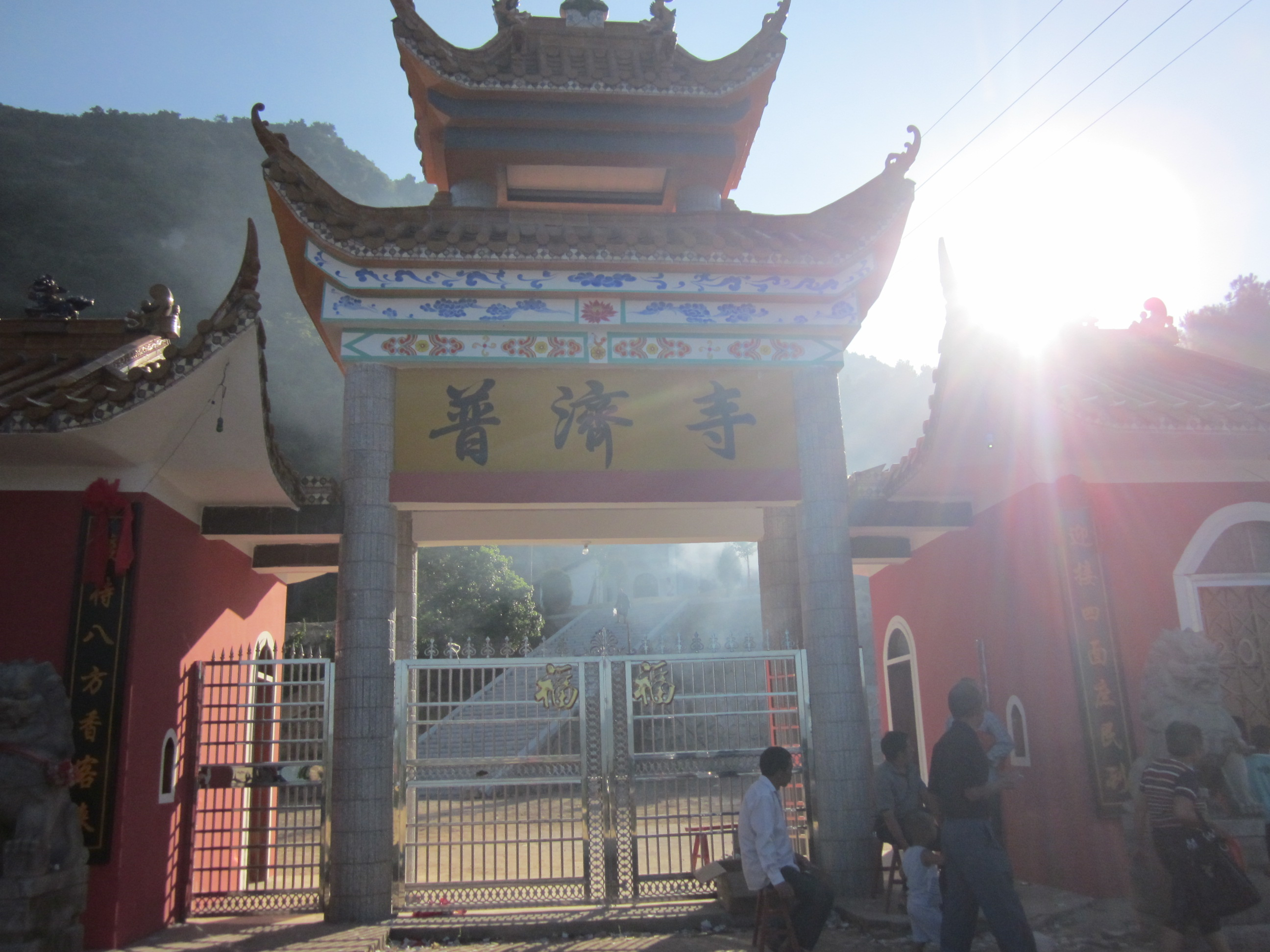
普済寺山門

普済寺（ふさいじ）は、中華人民共和国湖南省長沙市寧郷市の芙蓉山にある仏教寺院。
元のころに芙蓉山麓に建立された。

## 伽藍
山門、大殿（大仏殿）、後殿、配殿、禅堂、関帝殿、放生池、石屋

## 国宝
- 清庵祖師即身仏。

|  |  |  |
|  |  |  |